# 増田広司
増田 広司（ますだ ひろし、1983年1月12日 - ）は、静岡県浜松市出身の俳優。所属はジャパンアクションエンタープライズ京都支社。中高生の時はバスケットボールをしており、大学時代には少林寺拳法をしていた。

## 出演

### テレビ
- 科捜研の女（テレビ朝日）
  - 新・科捜研の女 第7シリーズ（2006年）
  - 新・科捜研の女 第8シリーズ（2008年） - 男 役
  - 科捜研の女 第10シリーズ（2010年）
  - 科捜研の女 第11シリーズ（2011年 - 2012年） - 銃器対策部隊隊員1 役
  - 科捜研の女 第12シリーズ 第3話（2013年1月24日） - 島谷裕人 役
  - 科捜研の女 第15シリーズ（2016年） - 黒スーツ男 役 / 救急隊員 役
  - 科捜研の女SP（2016年） - 警官 役
  - 科捜研の女 第17シリーズ 第8話（2017年12月14日） - 村上洋二 役
  - 科捜研の女 第18シリーズ（2018年） - 防弾ベストの刑事 役
  - 科捜研の女 第18シリーズ正月SP（2019年1月3日） - ACクルー
  - 科捜研の女 第19シリーズ（2019年） - ACクルー
  - 科捜研の女 第21シリーズ 第1話/第3話（2021年） - ACクルー
  - 科捜研の女 第22シリーズ 第2話 - 第5話（2022年10月25日 - 11月15日）
- 新・桃太郎侍（2006年、テレビ朝日）
- おみやさん（テレビ朝日）
  - 第5シリーズ（2006年）
  - 第6シリーズ（2008年 - 2009年）
  - 新・おみやさん（2012年） - STUNT）
- 逃亡者 おりん（2006年 - 2007年、テレビ東京）
- 太閤記〜天下を獲った男・秀吉（2006年、テレビ朝日）
- 白虎隊（2007年、テレビ朝日）
- 新・京都迷宮案内4・第9シリーズ（2007年、テレビ朝日）
- 遠山の金さん（2007年、テレビ朝日）
- 水戸黄門シリーズ（TBS）
  - 第37部（2007年4月9日 - 9月17日）
  - 第38部（2008年1月7日 - 6月30日）
  - 第39部（2008年10月13日 - 2009年3月23日）
  - 第40部（2009年7月27日 - 12月21日）
  - 第41部（2010年4月12日 - 6月28日）
  - 第42部（2010年10月11日- 2011年3月21日）
  - 第43部（2011年7月4日 - 12月19日） - 弥七専属STUNT
  - 第44部(BS-TBS版第1シリーズ東北編)（2017年10月4日 - 12月6日） - 取り巻き侍 / STUNT
  - 第45部(BS-TBS版第2シリーズ九州編)（2019年5月19日 - 8月11日）
- その男、副署長（テレビ朝日）
  - 第1シリーズ（2007年）
  - 第2シリーズ（2008年）
- よろずや平四郎活人剣（2007年、テレビ東京）
- 狩矢警部シリーズ（TBS）
  - 京都茶道三姉妹殺人事件（2007年）
  - 京都阿修羅王殺人事件（2008年）
  - 燃えた花嫁（2009年） - ファイヤースタント担当
- 女刑事みずき〜京都洛西署物語〜（2007年、テレビ朝日）
- 素浪人 月影兵庫（2007年7月17日 - 9月11日、テレビ朝日）
- 刺客請負人（2007年、テレビ東京） - 死神 役
- 天と地と（2008年1月6日、テレビ朝日）
- 幻十郎必殺剣（2008年1月18日 - 2008年3月14日、テレビ東京）
- 徳川家康と三人の女（2008年3月15日、テレビ朝日）
- 密命 寒月霞斬り（2008年4月18日 - 2008年6月13日、テレビ東京）
- 主水之助七番勝負〜徳川風雲録外伝〜（2008年10月20日 - 2008年12月8日、テレビ東京）
- しゃばけ第2弾『うそうそ』（2008年11月29日、フジテレビ）
- 忠臣蔵 音無しの剣（2008年12月14日、テレビ朝日）
- 肉体の門（2008年12月27日、テレビ朝日）
- 必殺仕事人2009（2009年1月9日 - 6月26日、ABC・テレビ朝日）
- 浪花の華〜緒方洪庵事件帳〜（2009年1月10日 - 3月7日、NHK）
- 京都地検の女（テレビ朝日）
  - 第5シリーズ（2009年） - 刑事役
  - 第9シリーズ第5話（2013年8月22日） - 出月昌也役
- メイド刑事（2009年6月26日 - 9月11日、テレビ朝日）
- 凍える牙（2009年、テレビ朝日） - セーフティー
- 樅ノ木は残った（2009年、NHK） - 警護侍 役
- 大仏開眼（2010年4月、NHK）
- 2夜連続 松本清張スペシャル 球形の荒野（2010年11月26日・27日、フジテレビ） - STUNT
- 戦国疾風伝 二人の軍師 秀吉に天下を獲らせた男たち（2011年1月2日 - 、テレビ東京） - STUNT / 雑兵 役
- 鬼平外伝 夜兎の角右衛門（2011年1月3日 - 、スカパー!・時代劇専門チャンネル） - 同心 役
- 柳生武芸帳（2010年、テレビ東京） - 松平家臣役
- 忠臣蔵〜その義その愛（2011年、テレビ東京） - 赤穂浪士 役
- 刑事魂（2012年、テレビ朝日） - STUNT
- 必殺仕事人2012（2012年2月19日、テレビ朝日） - 涼次STUNT
- 歴史秘話ヒストリア（NHK）
  - 「長宗我部一族」（2012年） - 島津家足軽 役
  - 「蒙古襲来の真実　鎌倉武士 最強の秘密」（2018年） - 秀長郎党1 役
- 特捜最前線2013〜7頭の警察犬（2013年9月29日、テレビ朝日） - STUNT
- 雲霧仁左衛門
  - 雲霧仁左衛門3（2016年、NHK-BS） - 福右衛門手下 役 / STUNT
  - 雲霧仁左衛門4（2018年、NHK） - ACクルー
  - 雲霧仁左衛門5
    - 1話（2022年1月14日、NHK-BSプレミアム） - 出演 / STUNT
    - 2話（2022年1月21日、NHK-BSプレミアム） - 出演 / STUNT
    - 3話（2022年1月28日、NHK-BSプレミアム） - STUNT
    - 4話（2022年2月4日、NHK-BSプレミアム） - 出演 / STUNT
    - 5話（2022年2月11日、NHK-BSプレミアム） - 出演 / STUNT
    - 8話（2022年3月4日、NHK-BSプレミアム） - STUNT

  - 雲霧仁左衛門6
    - 2話（2023年9月1日、NHK-BSプレミアム）- 出演
    - 3話（2023年9月8日、NHK-BSプレミアム）- 出演
    - 7話（2023年10月6日、NHK-BSプレミアム）- ACクルー
    - 8話（2023年10月13日、NHK-BSプレミアム）- ACクルー
- 大江戸事件帖美味でそうろう2（2016年、BS-朝日） - 浪人A 役
- べっぴんさん（2016年、NHK） - 私服警官役
- 女たちの特捜最前線（2016年、EXTV） - 大水吹替
- 狩矢父娘シリーズ18（2016年、EXTV） - 内勤警官 役
- ふたがしら2（2016年、wowow） - 捕手 役
- 伝七捕物帳（2016年、NHK-BS） - ならず者 役
- 石川五右衛門（2016年、テレビ東京） - かぶき者 / STUNT
- 立花登青春手控え（NHK-BS）
  - 立花登青春手控え（2016年） - ヤクザA 役
  - 立花登青春手控え2（2017年） - 熊 役
  - 立花登青春手控え3（2018年） - 黒雲の銀次一味 役
  - 立花登青春手控えSP（2019年） - ACクルー
- 必殺仕事人2016（2016年、朝日放送） - STUNT
- 子連れ信兵衛2（2016年、NHK-BS） - ヤクザ 役 / STUNT
- 古舘伊知郎トーキング・ヒストリー（EXTV）
  - （2017年） - 織田近習 役
  - （2018年） - ACクルー
- 赤かぶ検事奮戦記7（2017年、TBS） - フルヘルメットの男 役
- 雨の首ふり坂（2017年、時代劇専門チャンネル） - 用心棒B 役
- 名奉行!遠山の金四郎（2017年、TBS） - STUNT
- わろてんか（2017年、NHK） - STUNT
- 宮沢賢治の食卓（2017年、WOWOW） - 第八車の男 役
- 遺留捜査（テレビ朝日）
  - 第4シリーズ 第8話（2017年9月7日） - 南雲健二 役
  - スペシャル（2018年11月11日） - ACクルー
  - 第6シリーズ 第7話（2021年2月25日） - 水島刑事 役
  - 第7シリーズ 第1話 - 第4話・第8話 - 最終話（2022年7月14日 - 8月4日・9月1日 - 15日、テレビ朝日）
  - スペシャル（2023年9月21日） - 佐伯昌平 役
- 大岡越前
  - 大岡越前（2017年） - 船頭 役
  - 大岡越前スペシャル（2018年） - ACクルー
  - 大岡越前5（2019年） - ACクルー
  - 大岡越前6
    - １話（2022年5月13日、NHK-BS） - STUNT

  - 大岡越前スペシャル（2023年12月29日、NHK-BS/NHK-BSプレミアム4K）
- くノ一忍法帖（2018年、BSジャパン） - ACクルー
- やじ×きた　元祖・東海道中膝栗毛（2018年、BSテレ東） - ACクルー
- 紀州藩主　徳川吉宗（2018年、BS朝日） - ACクルー/大岩の手下A役
- 無用庵隠居修行
  - 第2作（2018年、BS朝日） - 中間 / 行商男
  - 第7作（2023年9月28日、BS朝日） - 出演
- 剣客商売手裏剣お秀（2018年、CXTV） - ACクルー
- 遠山の金四郎（2018年、EXTV） - ACクルー
- 刑事ゼロ（2018年、EXTV） - ACクルー
- 京都人の密かな愉しみ
  - （2018年、NHK） - ACクルー
  - （2019年、NHK-BSプレミアム） - ACクルー
- 小吉の女房（2018年、NHK） - 鳶の者3 役
- わろてんかスピンオフ（2018年、NHK） - ACクルー
- さすらいの署長　風間昭平 スペシャル（2018年、テレビ東京） - ACクルー
- 闇の歯車（2018年、時代劇専門チャンネル） - ACクルー
- 剣客商売婚礼の夜（2019年、CXTV） - ACクルー
- 大奥最終章（2019年、CXTV） - ACクルー
- 刑事ゼロ（2019年、EXTV） - 野武士役
- スローな武士にしてくれ〜京都 撮影所ラプソディー〜（2019年、NHK） - ACクルー
- 怪談 牡丹灯籠（2019年、NHK） - ACクルー
- まんぷく（2019年、NHK） - 上等兵役
- 帰郷（2019年、時代劇専門チャンネル） - ACクルー
- 刑事ゼロスペシャル（2020年、テレビ朝日） - ACクルー
- 探偵・由利麟太郎（2020年、関西テレビ）
- 必殺仕事人2020（2020年、テレビ朝日） - ACクルー/STUNT
- 太陽の子（2020年、NHK） - 大工役
- 恐怖新聞 第3話 - 第5話（2020年9月12日 - 26日、フジテレビ） - 刑事、殺し屋 役
- DIVER-特殊潜入班- 第1話 - 第4話（2020年9月22日 - 10月13日、カンテレ） - 刑事、覆面男 役
- 歴史探偵（NHK）
  - 「真相！池田屋事件」（2021年5月12日） - 若旦那 / 浪士 役
  - 「指揮官　土方歳三」（2021年9月22日）
  - 「武田信玄　最強の秘密」（2023年4月26日）
  - 「天草四郎と島原の乱」（2023年5月24日）
- IP〜サイバー捜査班（2021年7月1日） - ACクルー
- 三屋清左衛門 残日録 -陽のあたる道-（2021年9月20日、時代劇専門チャンネル） - ACクルー
- カムカムエブリバディ（NHK）
  - 第8回（2021年11月10日）
  - 第36回（2021年11月10日） - 客 役
  - 第40回（2021年12月24日）
  - 第42回（2021年11月10日） - STUNT
  - 第53回（2022年1月17日） - STUNT
  - 第54回（2022年1月18日） - STUNT
  - 第64回（2022年2月1日） - STUNT
  - 第76回（2022年2月17日）
  - 第78回（2022年2月21日） - STUNT
  - 第79回（2022年2月22日）
  - 第80回（2022年2月23日）
  - 第86回（2022年3月3日） - 出演/STUNT
  - 第101回（2022年3月24日）
  - 第102回（2022年3月25日）
- 幕末相棒伝（2022年1月3日、NHK） - 見廻組役/応募者役/ACクルー/STUNT
- わげもん〜長崎通訳異聞〜 第2話・第4話（2022年1月15日・29日、NHK）
- BS特集時代劇「まんぞくまんぞく」（2022年12月30日、NHK-BSプレミアム） - 浪人役他
- 新春ドラマスペシャルホリデイ～江戸の休日～（2023年1月6日、テレビ東京） - ACクルー
- ながたんと青と-いちかの料理帖-（2023年3月24日~、WOWOW）
- キッチン革命（2023年3月25日26日、テレビ朝日）
- 鬼平犯科帳 SEASON1 本所・桜屋敷（2024年1月8日、時代劇専門チャンネル / 2024年5月11日、フジテレビ他） - 出演
- 大奥第10話（2024年3月21日、フジテレビ） - 役人 役

### 映画
- 大奥（2006年、東映） - 西島秀俊吹き替え
- クローズ ZERO（2007年、東宝）
- 茶々 天涯の貴妃（2007年、東映）
- TAJOMARU（2009年、ワーナー・ブラザース）
- チャンバラ少年（2009年、広島国際大学） - 斬られ 役
- 天地明察（2012年、松竹） - 襲撃者 役
- 本能寺ホテル（2016年、東宝） - 織田家臣 役
- 花戦さ（2016年、松竹） - 甲冑の武士 役
- 無限の住人（2016年、ワーナー・ブラザース） - ハバキ侍 役
- 関ケ原 SEKIGAHARA（2017年、東宝） - 伊賀者B 役
- 蚤とり侍（2018年、東宝） - 清兵衛吹替/STUNT
- フォルトゥナの瞳（2018年） - ACクルー
- 少年たち（2018年、松竹） - ACクルー
- 居眠り磐音 江戸双紙（2019年）
- GOZEN 純恋の剣 （2019年、東映ムビ×ステ第一弾）
- BLACKFOX: Age of the Ninja（2019年） - ACクルー
- 引っ越し大名 （2019年、松竹） - ACクルー
- ひみつ×戦士 ファントミラージュ!～映画になってちょーだいします～（2019年） - 忍者軍団 役
- 死神遣いの事件帖-傀儡夜曲-（2020年6月12日公開、東映） - 南蛮死神 役
- 天外者（2020年12月11日公開、松竹） - 追っ手の侍 役/STUNT
- 大コメ騒動（2021年1月8日、東映） - ACクルー
- HOKUSAI（2021年5月28日公開） - 出演/STUNT
- 科捜研の女 -劇場版-（2021年9月3日公開、東映） - 齋藤朗 役
- 燃えよ剣（2021年10月15日公開） - 土佐者/ACクルー
- MIRRORLIAR FILMS Season2 「The Little Star」（2022年2月18日～順次公開）
- 死神遣いの事件帖-月花奇譚-（2022年11月18日公開、東映）
- レジェンド&バタフライ（2023年1月27日公開、東映）
- 仕掛人・藤枝梅安㊀㊁（2023年2月3日/2023年4月7日公開、イオンエンターテイメント） - 出演/ACクルー
- 映画湯道アナザーストーリー「湯道への道」（2023年2月16日公開、Amazon Prime） - 出演/ACクルー
- 仁義なき幕末-龍馬死闘篇-（2023年3月25日公開、東映ビデオ）
- せかいのおきく（2023年4月28日公開、東京テアトル/U-NEXT/リトルモア） - 中間 役
- 大名倒産（2023年6月23日公開、松竹） - 出演/STUNT/ACクルー
- 首（2023年11月23日公開、東宝/KADOKAWA） - 出演
- 碁盤斬り（2024年5月17日公開、キノフィルムズ） - STUNT
- 邪魚隊/ジャッコタイ（2024年5月31日公開、東映） - 虎丸役

### 舞台
- オペラ『リバイバル』（2007年、兵庫県立芸術文化センター大ホール）
- オペラ『蝶々夫人』（2008年、兵庫県立芸術文化センター大ホール） - ボンゾのお付き役
- 喜歌劇『メリー・ウィドウ』（2008年、兵庫県立芸術文化センター大ホール） - ウエイター役

### CM
- パチンコCR遠山の金さん（2009年） - 浪人役
- KIRIN淡麗（2016年） - ACクルー
- サントリー伊右衛門（2017年） - 100年前の労働者役
- 松竹株式会社HEP FIVE（2019年） - ACクルー

### オリジナルビデオ
- 忍風戦隊ハリケンジャーでござる! シュシュッと20th Anniversary（2023年） - ハリケンレッド、大江戸ハリケンレッド[1]
- 特捜戦隊デカレンジャー 20th ファイヤーボール・ブースター（2024年） - ドギー・クルーガー[2]

### Webムービー
- 特捜戦隊デカレンジャーwithトンボオージャー（2024年） - トンボオージャー[3]

### イベント
- 東映太秦映画村中村座
  - 「忍者ショー 服部半蔵 忍法伝」（2006年5月 - 2007年9月） - 忍者役
  - 「忍者ショー 忍術！猿飛佐助」（2007年10月 - 2009年9月） - 忍者役
  - 「忍者ショー 伊賀惣国の乱」（2009年10月 - ） - 忍者役
  - 「激突忍者ショー　ジライヤ」（2013年2月23日-） - 佐々木小次郎役
  - 「激突忍者ショー　ゴエモン」（2014年2月22日-）
  - 「激突忍者ショー　サスケ」（2015年2月21日 - 2021年9月26日） - 服部半蔵役/鬼丸役/豊臣秀頼役
  - 「激突忍者ショー　シノビノオキテ」（2021年10月1日 -2024年3月10日） - リュウドウ役/浪人役/代官役
  - 「忍者ショー　刃(J.I.N.)～最後の忍～」（2024年3月16日-） - 風堂役/雷堂役
- 東映太秦映画村ロケーションスタジオ「映画村の映画塾、映画のヒ・ミ・ツ うそ・ほんとう」（-2018年8月13日毎日開催） - 刺客役
- 東映太秦映画村パディオス「キャラクターショー」（2010年7月3日 - 2011年10月30日、土曜・日曜公演） - ヒーロー役 ほか
- 東映太秦映画村パディオス「海賊戦隊ゴーカイジャー 豪快忍者シュシュッと参上！」（2011年9月15日 - 11月27日、土曜・日曜・祝日公演）
- 東映太秦映画村パディオス「キャラクターショー」(2016年）
- 東映太秦映画村パディオス「キャラクターショー」(2017年)
- 東映太秦映画村「桜の陣」(2017年3月-4月) - 船頭役
- IBM「ユーザーシンポジウム」イベント(2017年) - 侍役
- 東映太秦映画村パディオス「キャラクターショー」(2018年)
- 東映太秦映画村パディオス「キャラクターショー」(2019年)

### 講師
- 松竹「KSアクターズスクール」（2017年、殺陣講師）
- 松竹「KSアクターズスクール」（2018年、アクション指導）